# Gallirallus rovianae
El rascón de Roviana (Hypotaenidia rovianae, sin.: Gallirallus rovianae) es una especie de ave gruiforme de la familia Rallidae endémica de las islas Salomón.

## Hábitat y distribución
Su hábitat natural son los bosques húmedos, matorrales tropicales y plantaciones. Se encuentra en el suroeste las islas Salomón, donde se estima que existen menos de 10 000 ejemplares.